# Памятник Адаму Мицкевичу (Минск)
Памятник Адаму Мицкевичу — памятник поэту и деятелю национально-освободительного движения родом из Беларуси Адаму Мицкевичу. Установлен в минском сквере (названном в честь поэта — сквер Адама Мицкевича) на Городском Валу недалеко от пересечения улиц Немига и Романовская Слобода. Открыт 6 октября 2003 года. Проектирование и строительство памятника выполнено за счёт средств Министерства культуры Республики Беларусь. Создатели  трёхметровой бронзовой скульптуры — лауреат государственной премии А. Заспицкий, скульптор — А. Финский, архитектор — Г. Фёдоров.

## История
Инициатива  установки памятника Адаму Мицкевичу в Минске принадлежит польской диаспоре в Республике Беларусь. Первоначально в качестве памятника был предложен бюст поэта, выполненный ещё в XIX веке. Но данная работа была сделана в виде пристенной скульптуры, и установить её на улице не представлялось возможным.
Министерством культуры Республики Беларусь был объявлен конкурс на лучший проект, в котором приняло участие восемь авторских коллективов, каждый из которых предложил свой эскиз. В результате была принята работа скульпторов Андрея Заспицкого и Александра Финскомого, которые предложили делать не бюст, а фигуру Мицкевича. Они желали изобразить Мицкевича в образе романтика, человека, который после долгих путешествий возвращается на родину.
Для Андрея Заспицкого памятник Мицкевичу в Минске — не первая его работа над образом поэта: в Гродно стоит большой бюст Мицкевича, а в музеях Минска и Новогрудка также имеются работы Заспицкого.

## Открытие памятника
Торжественное открытие памятника состоялось 6 октября 2003 года. Среди высокопоставленный гостей, приглашённых на открытие, выступили председатель Совета Республики Геннадий Новицкий, маршал Сената Республики Польша Лонгин Пастусяк, а также послы обеих стран. Открытие сопровождалось музыкой, возлаганием к подножию памятника цветов, которые принесли Мицкевичу минчане и гости столицы. 
Маршал Сената Польши Лонгин Пастусяк на церемонии заявил, что «Адам Мицкевич был величайшим европейцем, памятник ему должен напоминать белорусскому и польскому народам об их единстве и братстве, их великом прошлом». Представители польской делегации подчеркнули в своих выступлениях, что с установлением памятника Мицкевичу «Белоруссия приблизилась к Европе». А спикер Совета Республики Национального собрания Белоруссии Геннадий Новицкий отметил, что произведения Мицкевича «и в настоящее время не потеряли своей значимости».